# Susanne Wigene
Susanne Wigene, née le 12 février 1978 à Haugesund, est une athlète norvégienne coureuse de fond et demi-fond. 
Elle a remporté l'argent sur 10 000 m aux championnats d'Europe de 2006, améliorant au passage son meilleur temps sur cette distance de plus de deux minutes. 

## Palmarès

### Championnats du monde d'athlétisme
- Championnats du monde d'athlétisme de 2005 à Helsinki ( Finlande)
  - 13e sur 5 000 m

### Championnats d'Europe d'athlétisme
- Championnats d'Europe d'athlétisme de 2006 à Göteborg ( Suède)
  -  Médaille d'argent sur 10 000 m